# LOFTER

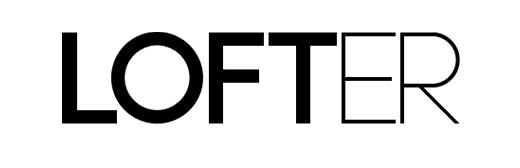
Lofter舊標誌

LOFTER，中文名乐乎，俗称老福特，是由网易开发的轻博客服务，上线于2011年8月25日，目标群体是相对小众的文艺青年。用户发布内容时可从6种CC协议中选用一种作为版权协议。2019年7月，网易博客与LOFTER正式合并。目前，lofter已经成为了中国主要的图文社交和同人创作平台。

## 历史
- 2011年8月25日，LOFTER上线。[1]

- 2011年12月，LOFTER开放注册。[3]

- 2014年11月，LOFTER发布其中文名称“乐乎”，取材自《论语》中“有朋自远方来，不亦乐乎”一句。[4]，同月，网易博客停止注册服务。网易官方並宣布网易博客可以直接全版导入LOFTER，也宣告了网易博客和LOFTER的正式合并。

## 特色
LOFTER官方介绍页面曾宣称其为“简单随性的记录工具，凝聚精华的创作平台”。但现在它称自己为“深受00后年轻人喜爱的泛兴趣社区”，“提供丰富多元的兴趣内容”。
与其他中华人民共和国的公司提供的轻博客服务不同，LOFTER一开始便注重原创，并提出了“专注兴趣，分享创作”的口号来阐述LOFTER的定位。LOFTER认为其与竞争对手不同，特立独行。
与传统博客时代类似，
LOFTER为用户提供了将原创内容以知识共享协议发布的选项。
在二次元文化兴起之后，LOFTER便从轻博客类型软件逐渐转向同人二创作品的聚集地，并针对二次元群体推出了"tag"和"合集"等功能。

## 初期宣传方式

### 我在现场
“我在现场”通常组织摄影师参与音乐节等活动。

### 首页交给你
“首页交给你”最初只是一个单纯的宣传活动，后来一直持续下去，演变成了功能。

### 名人加入
LOFTER有一些名人加入，如寂地。

## 周年纪念
| 年份 | 活动主题 | 活动详情页面 | 官方博客内容           |
| ---- | -------- | ------------ | ---------------------- |
| 2012 | 坚持     |              | （页面存档备份，存于） |